# Star Trek Beyond
Star Trek Beyond er en amerikansk science fiction spillefilm, der er instrueret af Justin Lin og manuskriptet er skrevet af Simon Pegg og Doug Jung og baseret på tv-serien Star Trek, der oprindeligt blevet lavet af Gene Roddenberry.
Indspilning af filmen begyndte den 25 juni 2015 i Vancouver. Den havde premiere i Danmark den 21. juli 2016. Filmen er en af skuespilleren Anton Yelchins sidste da han døde i en bilulykke en måned inden den havde premiere.

## Medvirkende
- Chris Pine som James T. Kirk
- Zachary Quinto som Spock
- Zoë Saldaña som Nyota Uhura
- Karl Urban som Leonard McCoy
- Simon Pegg som Montgomery Scott
- John Cho som Hikaru Sulu
- Anton Yelchin som Pavel Chekov
- Idris Elba som Krall